# Дионисий Кирацос
Дионисий (на гръцки: Διονύσιος, Дионисиос) е гръцки духовник, митрополит на Цариградската патриаршия.

## Биография
Роден е в 1923 година в халкидическото градче Леригово (от 1927 година Арнеа) със светското име Кирацос (Κυράτσος). През 1949 г. завършва Богословския факултет на Солунския университет, а през 1993 г. защитава докторат там с теза „Свети Симеон Нови Солунски и Западът. Римската църква и нововъведенията ѝ“. Публикува няколко книги и богословско съдържание, включително „История на Светата Драмска митрополия от основаването ѝ до днес“. Публикувал и многобройни статии в религиозни списания и на други места. През 1945 г. е ръкоположен за дякон, а през 1950 г. и за презвитер. Той проповедник и протосингел в Арнеа и Воден. През 1965 г. е избран за епископ на Драма и остава на поста си до смъртта си в 2005 г.